# Daryn Colledge
Daryn Wayne Colledge (Fairbanks, 11 febbraio 1982) è un giocatore di football americano statunitense che gioca nel ruolo di guardia per i Miami Dolphins della National Football League (NFL) . Fu scelto nel corso del secondo giro (47º assoluto) del Draft NFL 2006 dai Green Bay Packers. Al college ha giocato a football a Boise State.

## Carriera universitaria
Titolare in tutti e 4 gli anni disputati con i Boise State Broncos, Colledge fu inserito tre volte nella formazione ideale All-WAC: due volte nella prima formazione ideale (2004-2005) e una volta nella seconda (2003).

## Carriera professionistica

### Green Bay Packers
Colledge fu selezionato dai Green Bay Packers nel corso del secondo giro (47º assoluto) del Draft 2006, divenendo il giocatore nativo dell'Alaska ad essere scelto più in alto nella storia della lega. Nelle sue cinque stagioni trascorse nel Wisconsin, Colledge giocò tutte le 80 partite di stagione regolare, tutte, tranne 4, in qualità di titolare, recuperando tre fumble.
Il 6 febbraio 2011, Daryn disputò come guardia titolare il Super Bowl XLV, vinto 31-25 sui Pittsburgh Steelers, laureandosi per la prima volta campione NFL.

### Arizona Cardinals
Il 29 luglio 2011, Colledge annunciò tramite la sua pagina personale su Twitter di aver firmato un contratto quinquennale con gli Arizona Cardinals. Nella sua prima stagione coi Cardinals, Daryn giocò come titolare tutte le 16 gare stagionali. La squadra concluse con un record di 9-7 ma non fu in grado di qualificarsi per i playoff. Rimase altre due stagioni in Arizona, non saltando una sola gara come titolare. L'8 marzo 2014 fu svincolato.

### Miami Dolphins
Dopo l'addio ai Cardinals, Colledge firmò coi Miami Dolphins.

## Palmarès

### Franchigia
- Super Bowl : 1

Green Bay Packers: Super Bowl XLV
- National Football Conference Championship: 1

Green Bay Packers: 2010

### Individuale
- PFWA All-Rookie Team - 2006

## Statistiche
| Partite totali             | 128 |
| Partite totali da titolare | 124 |

Statistiche aggiornate alla stagione 2013